# Anterhynchium indosinense
Anterhynchium indosinense är en stekelart som beskrevs av Gusenleitner 1998. Anterhynchium indosinense ingår i släktet Anterhynchium och familjen Eumenidae. Inga underarter finns listade i Catalogue of Life.